# Dictyostega orobanchoides
Dictyostega orobanchoides är en enhjärtbladig växtart som först beskrevs av William Jackson Hooker, och fick sitt nu gällande namn av John Miers. Dictyostega orobanchoides ingår i släktet Dictyostega och familjen Burmanniaceae.

## Underarter
Arten delas in i följande underarter:
- D. o. orobanchoides
- D. o. parviflora
- D. o. purdieana

## Bildgalleri

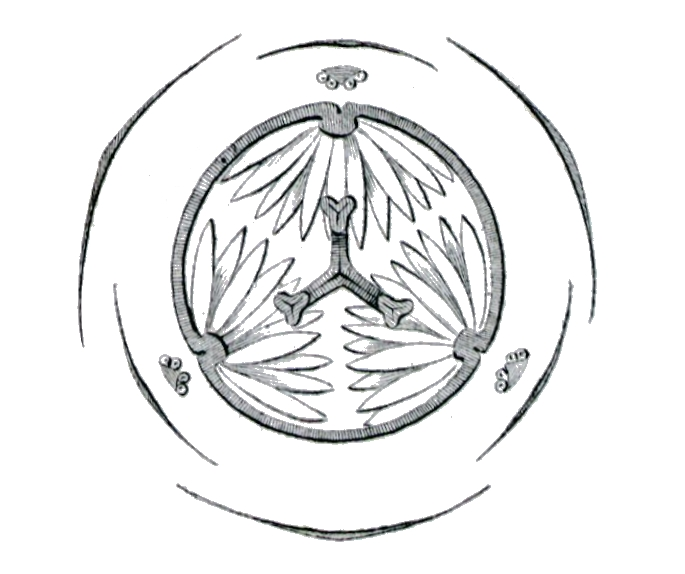
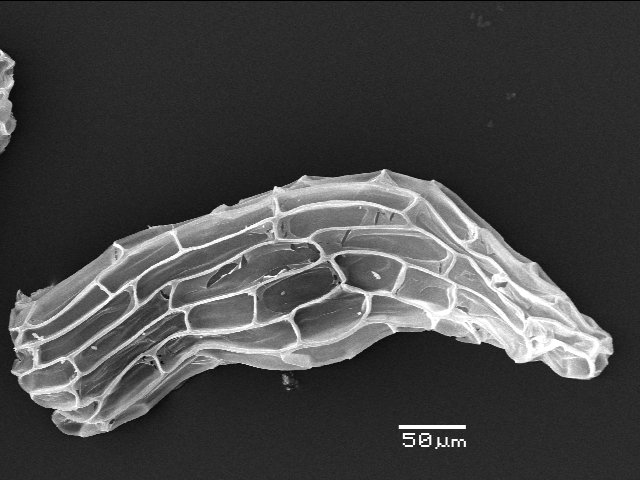